# Under Capricorn
 Under Capricorn és una pel·lícula britànica dirigida per Alfred Hitchcock, estrenada el 1949 amb un guió de James Bridie. Va ser adaptada a la pantalla per Hume Cronyn i va ser la segona pel·lícula de Hitchcock en Technicolor, i com la precedent pel·lícula Rope (1948), també va presentar preses de 10 minuts.
La pel·lícula té lloc en un Sydney colonial, a Nova Gal·les del Sud, Austràlia durant el principi del segle xix. Under Capricorn és una de les diverses pel·lícules de Hitchcock que no són el típic thriller; en comptes d'això és una pel·lícula de misteri que implica un triangle amorós. Hitchcock la va considerar una de les seves pitjors pel·lícules i un desastre. Tot i que la pel·lícula no és exactament un misteri d'assassinat, presenta un assassinat anterior, un escenari incorrecte, un sinistre a casa, conflicte de classe, i nivells molt alts de tensió emocional.
El títol "Under Capricorn" es refereix al Tròpic de Capricorn, que travessa Austràlia. Capricornus és una constel·lació; Capricorn és un signe astrologic dominat per la cabra, que és un símbol de desig sexual.

## Argument
1831: Charles Adare es reuneix amb el seu oncle governador a Austràlia per començar una nova vida. En un sopar amb un antic presidiari que regna al món dels assumptes locals, descobreix que la mestressa de casa és la seva cosina Henrietta, amiga d'infantesa. S'adona a poc a poc que Henrietta s'enfonsa en la bogeria i l'alcohol.... i que estan lligats per un secret horrible. La pel·lícula està basada en la novel·la

## Repartiment
- Ingrid Bergman: Henrietta Flusky
- Joseph Cotten: Sam Flusky
- Michael Wilding: Hon. Charles Adare
- Margaret Leighton: Milly
- Cecil Parker: el governador
- Denis O'Dea: el procurador general Corrigan
- Jack Watling: Winter, el secretari de Flusky
- Harcourt Williams: L'entrenador
- John Ruddock: Mr. Potter
- Bill Shine: Mr. Banks
- Victor Lucas: el reverend Smiley
- Ronald Adam: Mr. Riggs
- Francis De Wolff: Major Wilkins
- G.H. Mulcaster: Doctor Macallister
- Olive Sloane: Sal
- Maureen Delaney: Flo
- Julia Lang: Susan
- Betty McDermott: Martha

## Al voltant de la pel·lícula
- Segona pel·lícula de Hitchcock rodada com a productor independent, pel·lícula muntada completament al voltant de i per a Ingrid Bergman. La pel·lícula va ser un desastre financer. És la que Hitchcock lamenta més haver rodat. És l'última pel·lícula que rodaran junts, anant a llançar-se Bergman als braços de Roberto Rossellini.
- Hitchcock hi segueix les seves experimentacions en plans llargs, experiments provats l'any precedent a La soga. El procediment no és aquí tan estricte. El dispositiu és en canvi més complex, ja que la decoració es desplega sobre diverses habitacions repartides en dos pisos. Trampes, envans i sostres escamotejables, mobiliaris sobre rodes permeten obrir-se camí al material de presa de vistes.[2]
- La taula del saló estava articulada en 14 seccions per tal d'obrir un pas per a la càmera (els actors apartant-se sobre matalassos col·locats als costats per tal d'ofegar el soroll) o al contrari tancar-se davant d'ella en el moviment contrari (es pot veure lleugerament oscil·lar els canelobres).
- El llit de la cambra d'Ingrid Bergman era reclinable 45 graus per facilitar l'obtenció de primers plans cabussant-se.
- És la tercera pel·lícula de Hitchcock en vestuari, la primera Waltzes from Vienna (1934) i la segona Jamaica Inn (1939).[2]
- La tria inicial de Hitchcock per encarnar Sam Flusky era Burt Lancaster.[2]
- L'adaptació és dirigida per un vell amic de Hitchcock, Hume Cronyn, que l'havia fet debutar davant de la càmera a Shadow of a Doubt.
- Cameo: es veu Hitchock en el congost, escoltant el discurs del nou governador. Porta una levita blava i un barret fosc (2'47). Apareix una segona vegada als graons de la casa del governador conversant amb altres dues persones (12'53).